# Jan Chmielewski (polityk)
Jan Roman Chmielewski (ur. 27 grudnia 1951 we Wrocławiu) – polski polityk, samorządowiec, fizyk, działacz społeczny, poseł na Sejm III kadencji.

## Życiorys
Ukończył w 1976 studia na Wydziale Matematyki, Fizyki i Chemii Uniwersytetu Wrocławskiego. Od 1980 należy do Solidarności. W latach 1980–1993 był zatrudniony w Instytucie Technologii Elektronowej Politechniki Wrocławskiej. Od 1993 pracuje we wrocławskim oddziale Przemysłowego Instytutu Telekomunikacji w Warszawie.
Od lat 70. prowadzi niezależną poradnię rodzinną przy parafii św. Elżbiety we Wrocławiu.
W latach 1997–2001 był posłem na Sejm III kadencji z ramienia AWS, bez powodzenia ubiegał się o reelekcję z listy AWSP. Należał do Ruchu Społecznego AWS. W 1994 po raz pierwszy wybrany na radnego Wrocławia, w 1998 uzyskał reelekcję z listy AWS, w 2002, 2006, 2010 i 2014 zdobywał mandat z listy komitetu Rafała Dutkiewicza.
W 2007 otrzymał Złoty Krzyż Zasługi.